# Рюккер, Иоахим
Иоахим Рюккер (нем. Joachim Rücker; род. 30 мая 1951, Швебиш-Халль, Германия) — немецкий дипломат.
С 1 сентября 2006 года руководил Международной временной администрацией ООН в Косово. В июле 2008 года был отправлен в отставку в связи с резким недовольством его деятельностью со стороны России и Сербии.
В октябре 2008 года назначен послом Германии в Швеции.

## Биография
Йоахим Рюккер (Joachim Rucker) родился 30 мая 1951 года в городе Швебиш-Халль в семье муниципального служащего, а вырос в городе Эберсбах-ан-дер-Фильс, который также располагается в федеральной земле Баден-Вюртемберг ФРГ. По программе обмена школьниками между средними учебными заведениям 1968/1969 учебный год Рюккер провёл в США. В 1971 году он окончил школу и вступил в Социал-демократическую партию Германии.
В 1971—1973 годах Рюккер проходил гражданскую альтернативную службу в германском госпитале Красного Креста на территории Израиля, отказавшись от военной службы в бундесвере по политическим убеждениям. Если до середины 1960-х годов альтернативную службу выбирали лишь около четырёх тысяч человек в год (в основном это были коммунисты, которые не хотели воевать против армий стран Варшавского договора), то после студенческих волнений 1968 года и политизации молодежи произошёл значительный рост числа «отказников». В 1971 году в ФРГ открылась первая школа гражданской службы, обязательная для всех «отказников», в которой обучали оказывать первую помощь, объясняли права и обязанности при прохождении альтернативной службы, читали лекции по теории государства и права.
C 1973 года Рюккер изучал экономику в Университете Фрайбурга, по окончании которого получил диплом специалиста по политической экономии. В 1979—1991 годах он работал в экономическом департаменте и плановом штабе министерства иностранных дел ФРГ, причем несколько лет провел за границей — в Вене (Австрия), Дар-эс-Саламе (Танзания) и Детройте (США).
В 1991 году Рюккер стал работать консультантом фракции СДПГ в Бундестаге. В августе 1993 года он был избран обер-бургомистром города Зиндельфинген (административный округ Штутгарт федеральной земли Баден-Вюртемберг), работал во главе исполнительной власти города до апреля 2001 года. Одновременно в 1995—2001 годах он был членом фракции СДПГ в административном округе Штутгарт, а в 1998—2001 годах — ещё и председателем ассоциации KulturRegion Stuttgart.
В мае 2001 года Рюккер был назначен послом и заместителем по административным и финансовым вопросам Высокого представителя международного сообщества в Боснии и Герцеговине. В июле 2002 года он вернулся в Германию и вскоре возглавил департамент финансов министерства иностранных дел. В феврале 2005 года Рюккер возглавил департамент экономического развития миссии ООН по делам временной администрации в Косово (МООНК). Кроме того, он входил в руководство Косовского трастового агентства, которое занималось управлением и приватизацией предприятий в крае. Сербы обвиняли Рюккера в проведении незаконной приватизации, в ходе которой албанцам достались 268 предприятий, за которые были выручены 270 миллионов евро.
14 августа 2006 года Рюккер был назначен специальным представителем генерального секретаря и главой МООНК, а 1 сентября 2006 года приступил к исполнению своих обязанностей. Он стал 6-м руководителем международной администрации, управлявшей краем с 1999 года. Рюккер занимался исключительно административными вопросами края, тогда как процессом определения статуса Косово руководил Марти Ахтисаари — специальный посланник генерального секретаря ООН. Тем не менее Рюккер неоднократно высказывался в поддержку албанских временных институтов власти в Косово, рассчитывая стать последним главой МООНК.
17 февраля 2008 года парламент Косово провозгласил независимость края. Это решение было признано многими ведущими странами мира, включая США, Францию, Германию и Великобританию, тогда как многие государства не признали независимость края. В июне 2008 года премьер-министр Косово Хашим Тачи заявил о необходимости «переформатировать» миссию ООН после вступления в действие новой косовской конституции 15 июня, а Россия обвинила Рюккера в попытках свертывания миссии. Через несколько дней после этого Рюккер был заменён на посту главы миссии итальянским дипломатом Ламберто Дзанньером.
Осенью 2008 года появились сообщения о том, что Рюккер станет послом Германии в Швеции. Официально в эту должность он вступил 12 ноября 2008 года.
Рюккер женат на Инес Киршнер (Ines Kirschner), у них трое детей. Рюккер увлекается горными лыжами, теннисом и легкой атлетикой.